# Leizen
Leizen település Németországban, Mecklenburg-Elő-Pomeránia tartományban. Lakosainak száma 484 fő (2023. december 31.).

## Népesség
A település népességének változása:
| Lakosok száma | 491  | 480  | 464  | 466  | 484  |
|               | 2017 | 2019 | 2021 | 2022 | 2023 |